# Пјопи (Салерно)
Пјопи је насеље у Италији у округу Салерно, региону Кампанија.
Према процени из 2011. у насељу је живело 260 становника. Насеље се налази на надморској висини од 8 м.